# El Pi de Sant Just
El Pi de Sant Just es una entidad de población española del municipio de Olíus, perteneciente a la provincia de Lérida, en la comunidad autónoma de Cataluña. En 2022, la entidad singular de población tenía empadronados 799 habitantes y el núcleo de población, 795.